# Matrimony's Speed Limit
Matrimony's Speed Limit er en amerikansk stumfilm fra 1913 af Alice Guy-Blaché.